# Family Circle Cup 2007
Family Circle Cup 2007 — 35-й розыгрыш ежегодного профессионального теннисного турнира среди женщин, проводящегося в американском городе Чарлстон, и являющегося частью тура WTA в рамках 1-й категории турниров.
В 2007 году турнир прошёл с 9 по 15 апреля.
Прошлогодними чемпионами являются:
- одиночницы —  Надежда Петрова
- пары —  Лиза Реймонд /  Саманта Стосур

## Соревнования

### Одиночный турнир
Елена Янкович обыграла  Динару Сафину со счётом 6-2, 6-2.
- Елена Янкович выигрывает свой 2й турнир в сезоне и 3й за карьеру на соревнованиях ассоциации.
- Динара Сафина уступает свой 4й финал за карьеру на турнирах ассоциации.

### Парный турнир
Янь Цзы /  Чжэн Цзе обыграли  Пэн Шуай /  Сунь Тяньтянь со счётом 7-5, 6-0.
- Янь Цзы выигрывает свой 1й титул в сезоне и 9й за карьеру.
- Ай Сугияма выигрывает свой 1й титул в сезоне и 9й за карьеру.